# پالبوسیکلیب
پالبوسیکلیب (انگلیسی: Palbociclib) یک داروی تجویزی ساخت شرکت فایزر است که برای درمان سرطان پستان «اچ‌آر مثبت» و «HER2/neu منفی» استفاده می‌شود. این دارو یک بازدارنده آنزیم کیناز ۴ وابسته به سایکلین و کیناز ۶ وابسته به سایکلین است و نخستین دارویی از این گروه است که برای درمان سرطان تأیید شد.
پالبوسیکلیب به‌صورت خوراکی و در چرخه‌های ۲۱ روزه تجویز می‌شود و سپس بیمار ۷ روز دارو را نمی‌خورد. این دارو معمولاً در ترکیب با لتروزول و فولوسترانت تجویز می‌شود. پالبوسیکلیب نباید با داروهای القاکننده یا بازدارندهٔ CYP3A مصرف شود. سازمان غذا و داروی آمریکا هشداری دربارهٔ مصرف همزمان این دارو و گریپ‌فروت جهت جلوگیری از تداخل دارویی صادر کرده است.
عوارض جانبی پالبوسیکلیب شامل نوتروپنی (کاهش نوتروفیل‌های خون) و در نتیجه افزایش احتمال عفونت است. لکوپنی و کم‌خونی نیز در بین بیمارانی که پالبوسیکلیب مصرف می‌کنند، فراوان است. بیش از ۱۰٪ از مصرف‌کنندگان، عوارض جانبی دیگری مانند خستگی، تهوع، اسهال، عفونت دستگاه تنفسی، سردرد، ترومبوسیتوپنی، استفراغ و کاهش اشتها را نیز تجربه می‌کنند. سازمان غذا و داروی آمریکا همچنین متذکر شده است که بیماران باید مراقب هر گونه نشانه‌های آمبولی ریه باشند. سازمان غذا و داروی آمریکا همچنین هشدار می‌دهد که زنان باید آگاه باشند که این دارو می‌تواند اثرات مضری بر جنین داشته باشد و بنابراین نباید در دوران بارداری مصرف شود.
پالبوسیکلیب در ایالات متحده آمریکا تنها در داروخانه‌های تخصصی خاصی ارائه می‌شود و قیمت آن ۹٬۸۵۰ دلار برای ۳۰ روز یا ۱۱۸٬۲۰۰ دلار برای یک سال (بدون درنظر گرفتن برخی تخفیف‌های موجود) به فروش می‌رسد. طبق بیانیه شرکت فایزر مستقر در نیویورک، این قیمت «هزینه‌ای نیست که بیشتر بیماران یا پرداخت‌کنندگان می‌پردازند» زیرا اکثر نسخه‌ها از طریق بیمه‌های درمانی تجویز می‌شوند، که برای گرفتن تخفیف چانه‌زنی می‌کنند یا امتیازات یارانه‌ای را که توسط دولت تعیین شده است، دریافت می‌کنند. در ایالات متحده، داروهای تخصصی گران‌قیمت تنها در داروخانه‌های خاصی عرضه می‌شود.